# Елса Моранте
Елса Моранте (итал. Elsa Morante; Рим, 18. август 1912 — Рим, 25. новембар 1985) је била једна од највећих италијанских песникиња и књижевница.

## Биографија
Рођена је у Риму 18. августа 1912. године.
Њена мајка је била јеврејка и радила као учитељица у Риму, а отац је радио као поштар.
Упркос томе што је њена породица била сиромашна Елса је успела да заврши класичну гимназију.
Због економских и породичних разлога није успела да заврши факултет; почела је да ради као учитељица у школи и да даје приватне часове италијанског, латинског и грчког језика.
Била је веома млада када је почела први пут да пише мини-романе, да се бави поезијом и озбиљном литературом.
Њене приче су увек биле објављиване иако је у то време у Италији Фашизам био на власти.
Стекла је брзо велику популарност и баш због тога Фашистички режим није могао директно да је нападне, јер би то изазвало бес Италијана.
1936. године упознала је познатог италијанског писца Алберта Моравију, а у априлу 1941. године удала се за њега.
При крају Другог cветског рата Елса и Алберто морали су побећи из Рима који је био тада под немачком окупацијом.
Елса Моранте и Алберто Моравија су се развели 1961. године, а тај догађај је посебно утицао на рад књижевнице као и на њену психу.
Елса Моранте је покушала да изврши самоубиство 1983, а умрла је 1985. због инфаркта након једне хируршке операције.

## Дела
Најпознатија дела Елсе Моранте су:
- Неистина и Чини (итал. Menzogna e Sortilegio),
- Артурово острво (итал. L'isola di Arturo),
- Андалузијски шал (итал. Lo scialle andaluso),
- Историја (итал. La Storia),
- Улица Анђела (итал. La via dell'Angelo),
- Деца спашавају свет (итал. Il mondo salvato dai ragazzini)
- Тајна игра (итал. Il gioco segreto).